# Notommata rugosa
Notommata rugosa är en hjuldjursart som beskrevs av Myers 1933. Notommata rugosa ingår i släktet Notommata och familjen Notommatidae. Inga underarter finns listade i Catalogue of Life.